# La Piste mongole
 (février 2015).
La Piste mongole est un roman de Christian Garcin paru en 2009 aux éditions Verdier et en 2012 en collection de poche aux éditions Points-Seuil (n°P3195)

## Résumé
Eugenio Tramonti, personnage déjà croisé dans Le Vol du pigeon voyageur (Gallimard, 2000) et La jubilation des hasards (Gallimard, 2005) a disparu inexplicablement en Mongolie alors qu'il était à la recherche d'un géologue russe, Evguéni Smolienko, qu'il avait rencontré à New York quelques années auparavant. Son ami Rosario Traunberg part à sa recherche, accompagné d'un jeune Chinois nommé Chen Wanglin, qu'il a rencontré à Oulan Bator. Leur itinéraire les entraînera vers les montagnes de l'ouest du pays, près de la yourte d’une famille nomade où vivent une mère radieuse, une chamane loufoque et obèse, un morveux facétieux qui en est le disciple, et où se cache le mystère d’un enfant à naître.

« Les mondes se chevauchent, les histoires se répondent les unes aux autres, les fenêtres de l’imaginaire sont grandes ouvertes, les narrateurs se superposent, et le principe de réalité tremble sur ses bases, à la fois labile, humoristique et fuyant. Et ce faisant c’est une autre réalité qui se trouve posée là – ou tout un réseau de réalités qui s’entrecroisent, car l’instabilité est féconde, et la littérature s’accommode bien de ce flou des frontières »

— Extrait de la 4e de couverture)

## Réception critique
« Mélange détonnant entre Antoine Volodine, Hermann Hesse et le cinéma de Miyazaki, ce grand labyrinthe narratif semble traversé par des forces mystiques, qui, sans cesse, nous projettent dans d’autres dimensions. Dépaysement garanti. Et ce, dans tous les sens du terme… » (Baptiste Liger, Lire)
« Embarquement immédiat ! Les lecteurs intrépides qui, suivant les traces de Christian Garcin, s’engageront sur La Piste mongole, se souviendront du périple. Traversée de la steppe, de « lits de rivière desséchés », dans le 4 X 4 conduit hardiment par Dokhbaar, le chauffeur mongol, mais aussi transports chamaniques dans le monde parallèle des esprits et des morts. » (Monique Pétillon, Le Monde)
« Portés par un phrasé sinueux – sensuel et facétieux –, les récits se chevauchent, font perdre la boussole et la tête à l’intrépide lecteur. Car ici commence le voyage, quelque part en Mongolie, quelque part au pays des chimères. » (Martine Laval, Télérama)
« Ici, et c’est la grande qualité du roman, l’espace géographique teinté de merveilleux se fait aussi espace intérieur, véritable voyage initiatique où l’on croise des personnages extraordinaires » (Bernard Fauconnier, Le Magazine littéraire)
« À chacun de s’abandonner à cette expérience de lecture, à la fois grave et drolatique, en plongeant à son tour dans ce très beau livre, vertigineux, clair et sans fond comme le Baïkal. » (Aude Fanlo, Zibeline)

## Éditions
- La piste mongole, Paris, éditions Verdier, 2009.
- La piste mongole, Paris, collection poche, éditions Points, 2012.